# Шанвоази
Шанвоази (фр. Champvoisy) насеље је и општина у североисточној Француској у региону Шампањ-Арден, у департману Марна која припада префектури Еперне.
По подацима из 2011. године у општини је живело 269 становника, а густина насељености је износила 29,24 становника/km². Општина се простире на површини од 9,2 km². Налази се на средњој надморској висини од 150 метара.

## Демографија
| 1962. | 1968. | 1975. | 1982. | 1990. | 1999. | 2011. |
| ----- | ----- | ----- | ----- | ----- | ----- | ----- |
| 130   | 161   | 153   | 160   | 184   | 174   | 269   |

График промене броја становника у току последњих година